# Kaloezjsko-Rizjskaja-lijn
De Kaloezjsko-Rizjskaja-lijn (lijn 6) is een metrolijn van de Metro van Moskou en bestond oorspronkelijk uit twee afzonderlijke radiale lijnen: Kaloezjsko en Rizjskaja. Het was de eerste metrolijn in Moskou dat een Cross-platform overstap bevatte. Deze metrolijn is de derde drukste metrolijn in Moskou, met 1.015 miljoen reizigers per dag. De Kaloezjsko-Rizjskaja-lijn is 37,6 kilometer lang en de metro doet er gemiddeld 56 minuten over om heel het traject af te leggen.

## Geschiedenis
De ringlijn (lijn 5) verbond zeven van de negen kopstations rond de binnenstad, maar het Riga-station (Rizjskaja) en het Savelov-station (Savelovskaja) hadden nog geen metro aansluiting.

### Rizjskaja
Na de voltooiing van de ringlijn om het centrum werd in 1956 begonnen met de aanleg van de Rizjskaja-lijn, het noordelijke deel van de huidige lijn 6. Hiermee kreeg het Riga-station ook een verbinding met de metro. Voor deze lijn werd voor het eerst in Moskou een tunnelbouwmachine ingezet. De Rizjskaja-lijn werd op 1 mei 1958 geopend tussen  Botanitsjeski Sad (tegenwoordig Prospekt Mira) en VSGV (tegenwoordig VDNCh), het tentoonstellingsterrein aan de noord rand van de stad.  

### Kaloezjsko
De Kaloezjsko-lijn werd vanaf Oktjabrskaja naar het zuiden gebouwd en is het zuidelijke deel van de huidige lijn 6. Op 10 oktober 1962 werd de lijn tot Novye Tsjerjomoesjki geopend. Het eerste station ten zuiden van Oktjabrskaja werd door bouwtechnische problemen echter pas op 6 november 1980 geopend en is daardoor ook in een andere stijl afgewerkt. Op 15 april 1964 volgde de verlenging tot Kaloezjskaja, waaraan de lijn zijn naam dankt. Dit laatste station betrof een provisorium bij het depot aldaar; toen het definitieve station op 12 augustus 1974 gereed was, werd het provisorium gesloten.

### Binnenstad
Het traject onder de binnenstad werd in twee stappen gerealiseerd. Op 30 december 1970 werd het deel ten zuiden van Plostsjad Nogina (tegenwoordig Kitaj Gorod) geopend. Als bijzonderheid voor Moskou zijn beide stations op dit deeltraject cross-platform-overstapstations. De verbinding tussen Plostsjad Nogina en Prospekt Mira werd geopend op 31 december 1971, zodat lijn 6 vanaf dat moment doorgaand berijdbaar was tussen VDNCh en Kaloezkaja.

### Verlengingen
Op 12 augustus 1974 volgde een eerste verlenging aan de zuidkant. Op 29 september 1978 werd de noordkant verlengd met vier stations. Verdere verlenging vond pas tussen 1987 en 1990 plaats aan de zuidkant.

## Metrostations
| Station              | Overstappunt     | Foto | Geopend     | Nr. | Opmerkingen |
| -------------------- | ---------------- | ---- | ----------- | --- | --- |
| Medvedkovo           |                  |      | 29 sep 1978 | 086 | |
| Baboesjkinskaja      |                  |      | 29 sep 1978 | 087 | |
| Sviblovo             |                  |      | 29 sep 1978 | 088 | |
| Botanitsjeski Sad    |                  |      | 29 sep 1978 | 089 | |
| VDNCh                |                  |      | 1 mei 1958  | 090 | Geopend als VSGV (Landbouwtentoonstelling van de hele unie), op 12 december 1959 omgedoopt in VDNCh (Tentoonstelling van de verworvenheden van de nationale economie) |
| Aleksejevskaja       |                  |      | 1 mei 1958  | 091 | Geopend als MIR, op 26 oktober 1966 omgedoopt in Sjerbakovskaja en op 5 november 1990 omgedoopt in Aleksejevskaja.                                                    |
| Rizjskaja            | BKV vonat symbol |      | 1 mei 1958  | 092 | |
| Prospekt Mira        |                  |      | 1 mei 1958  | 093 | |
| Soecharevskaja       |                  |      | 31 dec 1971 | 094 | |
| Toergenevskaja       |                  |      | 31 dec 1971 | 095 | |
| Kitaj Gorod          |                  |      | 30 dec 1970 | 096 | Geopend als Plostsjad Nogina, op 5 november 1990 omgedoopt in Kitaj Gorod                                                                                             |
| Tretjakovskaja       |                  |      | 30 dec 1970 | 097 | |
| Oktjabrskaja         |                  |      | 13 okt 1962 | 098 | |
| Sjabolovskaja        |                  |      | 6 nov 1980  | 099 | |
| Leninski Prospekt    |                  |      | 13 okt 1962 | 100 | |
| Akademitsjeskaja     |                  |      | 13 okt 1962 | 101 | |
| Profsojoeznaja       |                  |      | 13 okt 1962 | 102 | |
| Novye Tsjerjomoesjki |                  |      | 13 okt 1962 | 103 | |
| Kaloezjskaja         |                  |      | 12 aug 1974 | 104 | |
| Beljajevo            |                  |      | 12 aug 1974 | 105 | |
| Konkovo              |                  |      | 6 nov 1987  | 106 | |
| Tjoply Stan          |                  |      | 6 nov 1987  | 107 | |
| Jasenevo             |                  |      | 17 jan 1990 | 108 | |
| Novojasenevskaja     | (Bitsevski Park) |      | 17 jan 1990 | 109 | Geopend als Bitsevski park, op 1 juni 1990 omgedoopt in Novojasenevskaja.                                                                                             |